# Народные армии (Китай)
Народные (Национальные) армии (кит. трад. 國民軍, упр. 国民军 , пиньинь Guómínjūn; Гоминьцзюнь) — вооружённые силы в северной части Китая, созданные в Эру милитаристов Фэн Юйсяном, Ху Цзиньи и Сунем Юэ из войск, отколовшихся от армии Чжилийской клики милитаристов в ходе Второй Чжили-Фэнтяньской войны.
22 октября 1924 года Фэн Юйсян, в тот момент — командующий 3-й чжилийской армией, выступил против У Пэйфу, занял Пекин и арестовал президента Цао Куня (см. Пекинский переворот). В результате этого переворота было образовано новое пекинское правительство, лояльное к революционным силам Юго-восточного Китая.
Для реорганизации своих войск Фэн Юйсян пригласил в Пекин советских военных советников, контакты с которыми были налажены им ещё во время Первой чжилийско-фэнтянской войны. С их помощью была сформирована революционная «Народная армия» (Гоминьцзюнь).
Военно-политическое руководство Народных армий было по политическим взглядам близко Гоминьдану. Поэтому, несмотря на то, что формально он продолжал подчиняться руководителю фэнтянской клики Чжан Цзолиню, Фэн Юйсян проводил активные переговоры с революционным правительством Сунь Ятсена, результатом которых стало подчинение китайского военачальника распоряжениям революционного правительства. По мнению многих историков, именно переход Фэн Юйсяна на сторону Сунь Ятсена предопределил последующее поражение разрозненных группировок северных милитаристов.
1-я народная армия занимала столичную провинцию Чжили, вклинившись между фэньтянской кликой Чжан Цзолиня и чжилийской кликой У Пэйфу. Фэн Юйсян, сам христианин, активно насаждал в своей армии христианство, в результате чего эту религию приняли многие солдаты Народной армии. Вместе с тем, Фэн не препятствовал организации массового движения на подвластной ему территории. Там насчитывалось до 40 тыс. членов профсоюзов, рабочие могли устраивать торжественные заседания, на которых присутствовали сотни людей. Работники Гоминьдана, и в частности, входившие в него на тот момент коммунисты, активно участвовали в политической работе в армии.
Во 2-й народной армии (командующий — Юэ Вэйцзюнь) со штаб-квартирой в Кайфэне руководство армии относилось к советским военным советникам с гораздо большим недоверием: их не допускали к штабу, оперативному руководству, снабжению.
Третьей армией командовал Сунь Юэ.
В 1925 Фэну временно удалось оттеснить фэнтяньцев на северо-восток, однако уже в следующем году под натиском войск Чжан Цзолиня и под давлением иностранных держав, требовавших вывода войск из треугольника Дагу-Тяньцзинь-Пекин, был вынужден отступить из Пекина на северо-запад за Великую стену.
В 1926 Фэн Юйсян вступил в Гоминьдан, став одним из лидеров левого крыла партии. Во время Северного похода Национально-революционной армии 1926—1927 поддержал наступление на юге, обратив свои войска против милитаристов в центральной провинции Хэнани, и к 1929 очистил от милитаристов практически весь север и центр Китая.
Через месяц после антикоммунистического переворота, состоявшегося 21 мая 1927 года, Фэн Юйсян распорядился прекратить в своих войсках агитацию против Чан Кайши, а 30 мая 1927 года установил с новым правительством официальный контакт.
В апреле 1928 года Народная армия совместно с войсками НРА возобновили военные операции против северных милитаристов.
В октябре-ноябре 1929 национальная армия Фэн Юйсяна выступила против Чан Кайши, однако в октябре 1930 года гоминьдановские войска нанесли ей поражение.

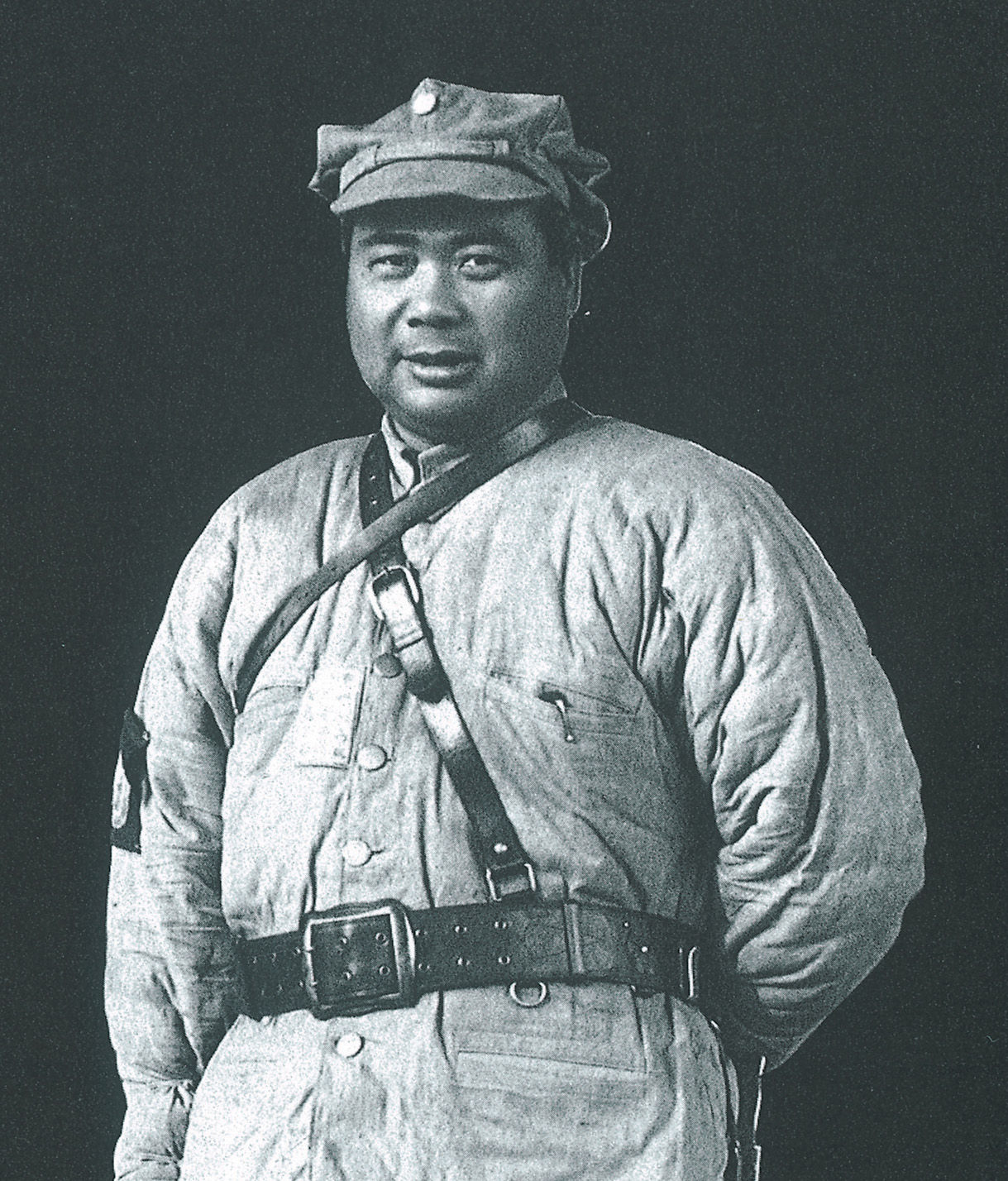
Фэн Юйсян
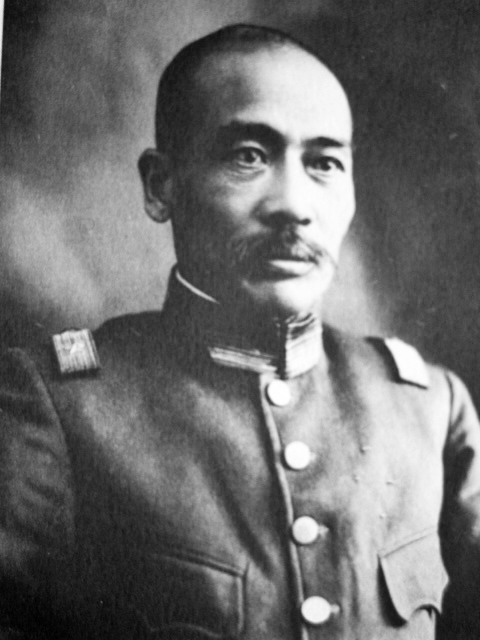
Сунь Юэ